# Marie Ire (reine de Portugal)
Pour les articles homonymes, voir Marie de Portugal et Marie Ire.
Marie Ire de Portugal, dite la Pieuse (au Portugal) ou la Folle (au Brésil), de son nom complet en portugais, Maria Francisca Isabel Josefa Antónia Gertrudes Rita Joana de Bragança, née le 17 décembre 1734 à Lisbonne et morte le 20 mars 1816 à Rio de Janeiro, est reine de Portugal du 24 février 1777 au 20 mars 1816. Elle est également reine du Brésil pendant trois mois, de 1815 à 1816.

## Biographie

### Jeunesse
L'infante Marie est née au palais de Ribeira, à Lisbonne, et est baptisée Maria Francisca Isabel Josefa Antónia Gertrudes Rita Joana. Elle est l'aînée des quatre filles de Joseph Ier de Portugal et Marie-Anne-Victoire d'Espagne, elle-même fille de Philippe V d'Espagne et d'Élisabeth Farnèse.

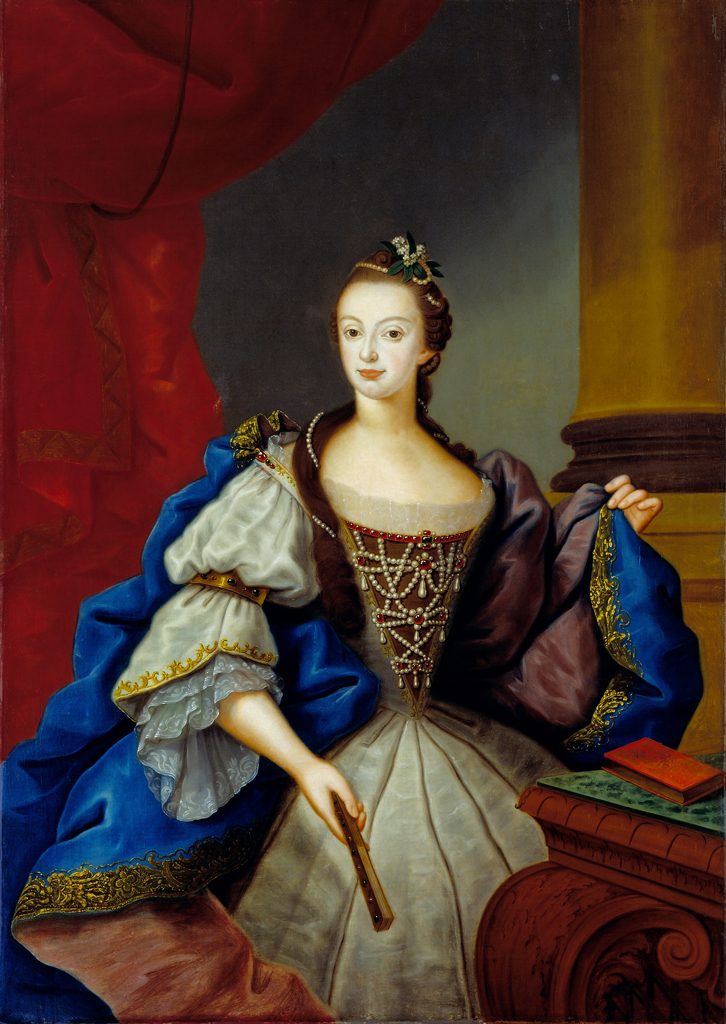
Maria Francisca Isabel, princesse du Brésil. Portrait de Vieira Lusitano, 1753.

Le gouvernement de son père est entièrement dominé par le marquis de Pombal, Sebastião José de Carvalho e Melo. Le marquis s'assure le contrôle du pays après le tremblement de terre de 1755, au cours duquel environ 100 000 personnes perdent la vie. Le palais natal de la princesse Marie est également détruit lors de la catastrophe. À la suite du séisme qui détruit le palais royal de Lisbonne, le roi Joseph Ier se replie à Ajuda, dans un palais en bois richement décoré.
Il est initialement envisagé pour elle un mariage avec son oncle, l'Infant Louis Antoine d'Espagne, puis avec Joseph II du Saint-Empire. Finalement, la continuité dynastique de la maison de Bragance est assurée par son mariage avec le frère cadet de son père, le prince Pierre de Bragance, qui monte sur le trône sous le nom de Pierre III de Portugal. Elle épouse à 25 ans son oncle, de 17 ans son aîné, au Real Barraca d'Ajuda le 6 juin 1760.

### Règne

Marie Ire et Pierre III par Miguel António do Amaral.

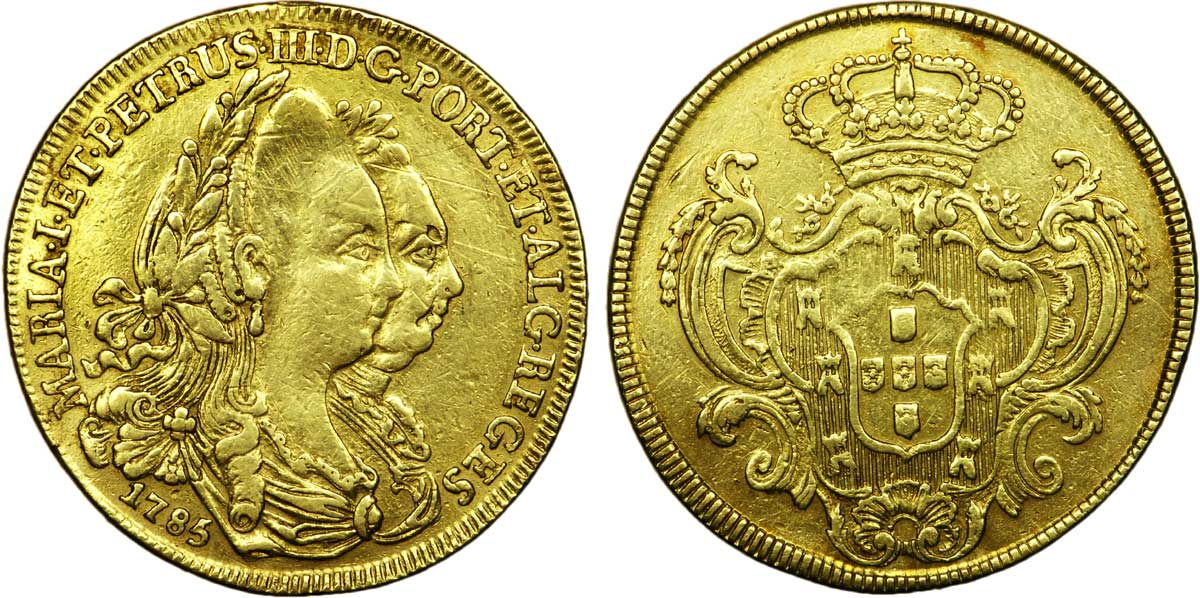
4 escudos en or à l'effigie de Marie Ière et Pierre III, 1785.

À la mort de Joseph Ier le 24 février 1777, Marie lui succède et son mari devient roi de jure uxoris sur le Portugal lui-même, mais demeure roi consort dans l'Empire et prend le nom de Pierre III à la demande de son épouse.
Son premier acte en tant que reine est de démettre l'impopulaire premier ministre, le marquis de Pombal, à la suite du traitement infligé aux Távora qui ont été torturés puis exécutés pour tentative d'assassinat sur le roi Joseph.
Elle améliore ses relations avec l'Espagne, en signant les traités de San Ildefonso (1777) et d'El Pardo (1778).
Les événements remarquables de cette période sont la cession en 1781 de la baie de Maputo par l'Autriche au Portugal et l'adhésion du royaume à la Ligue de neutralité armée en juillet 1782.
Elle développe la culture et la science en fondant plusieurs institutions, dont l'Académie des sciences de Lisbonne  ainsi que la Bibliothèque nationale du Portugal. Elle fonde également la Casa Pia de Lisbonne  et l'Académie royale de la Marine pour former les officiers de la Marine .
Sa vie est empreinte d'une très grande piété, qui tourne parfois à la superstition. Elle entreprend la construction et rénovation d'un certain nombre de bâtiments nationaux tels que la basilique d'Estrela à Lisbonne, le palais d'Ajuda et l'achèvement du palais de Queluz.

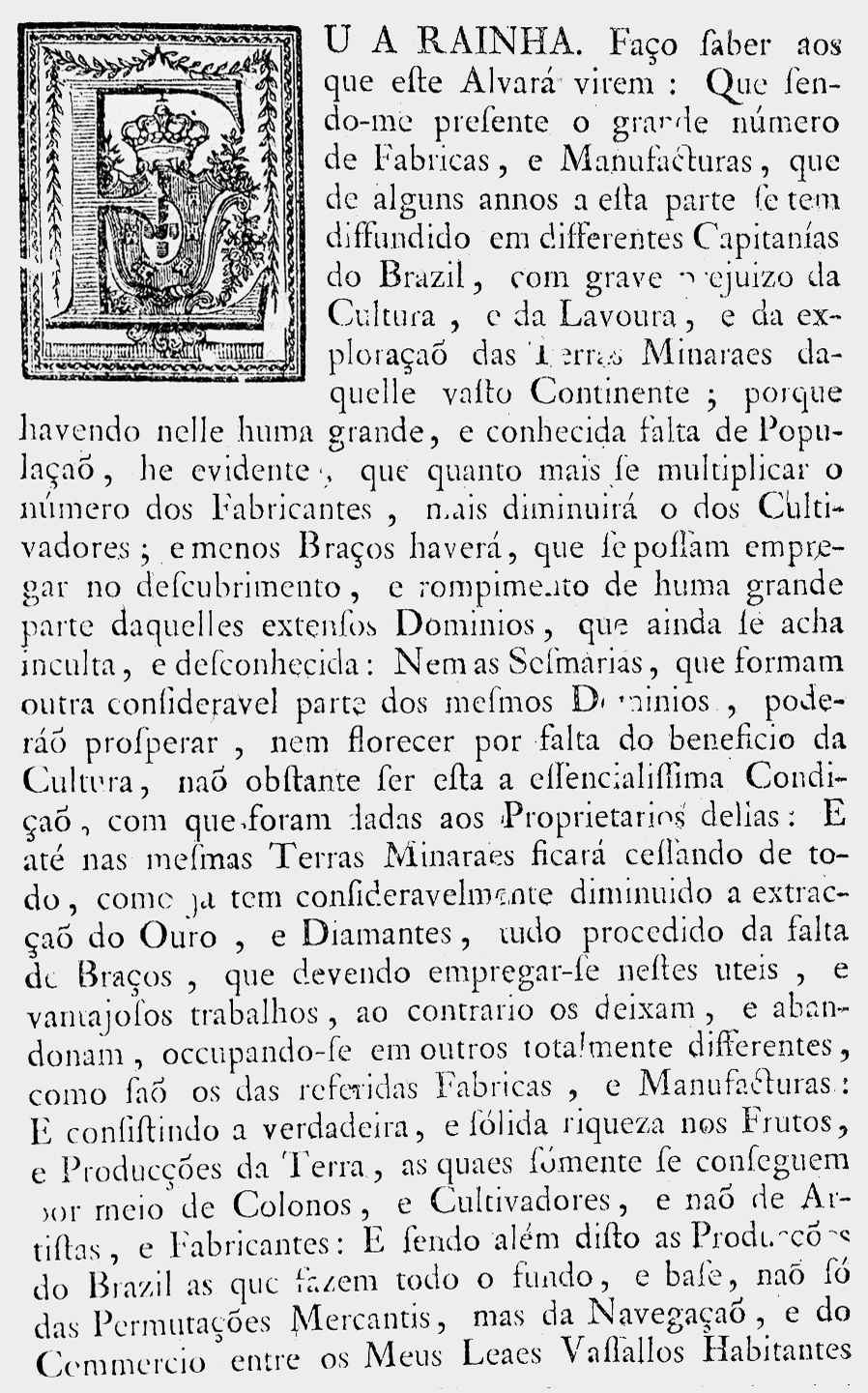
Partie de la Charte de la reine Marie Ire qui interdit les usines et les manufactures au Brésil en 1785.

Le 5 janvier 1785, la reine émet une charte imposant de lourdes restrictions à l'activité industrielle au Brésil. Elle y interdit la fabrication de tissus et d'autres produits, éteignant toutes les manufactures textiles de la colonie, à l'exception de l'industrie du tissu grossier à l'usage des esclaves et des ouvriers. Ceci est probablement dû au fait que l'administration coloniale portugaise ne voit pas d'un bon œil le développement des activités industrielles au Brésil par crainte de son indépendance économique et, peut-être, politique.
Trois rébellions secouent le Brésil : la conjuration Mineira (1789), incarnée notamment par le révolutionnaire Tiradentes, la Conspiration de Rio de Janeiro (1794), impulsée par le professeur de rhétorique Manuel Inácio da Silva Alvarenga, et surtout la conjuration bahianaise (1798), largement inspirée par la Révolution française. Cependant, ces soulèvements sont tous réprimés par le pouvoir colonial, qui interdit autant que possible la diffusion des idées nouvelles dans sa colonie.
À la suite du décès de son mari en 1786 ainsi que de deux de ses enfants deux ans plus tard, dont son fils aîné qu'elle avait refusé de faire vacciner contre la variole, et profondément troublée par la Révolution française, la souveraine sombre dans la démence à partir de 1791. La reine souffre de mélancolie et d'une santé mentale déclinante (peut-être due à la porphyrie) qui la rendent incapable de gérer les affaires de l'État après 1792. Par conséquent, son fils cadet, le prince Jean, reprend le gouvernement en son nom et assure la régence à partir de 1799,.

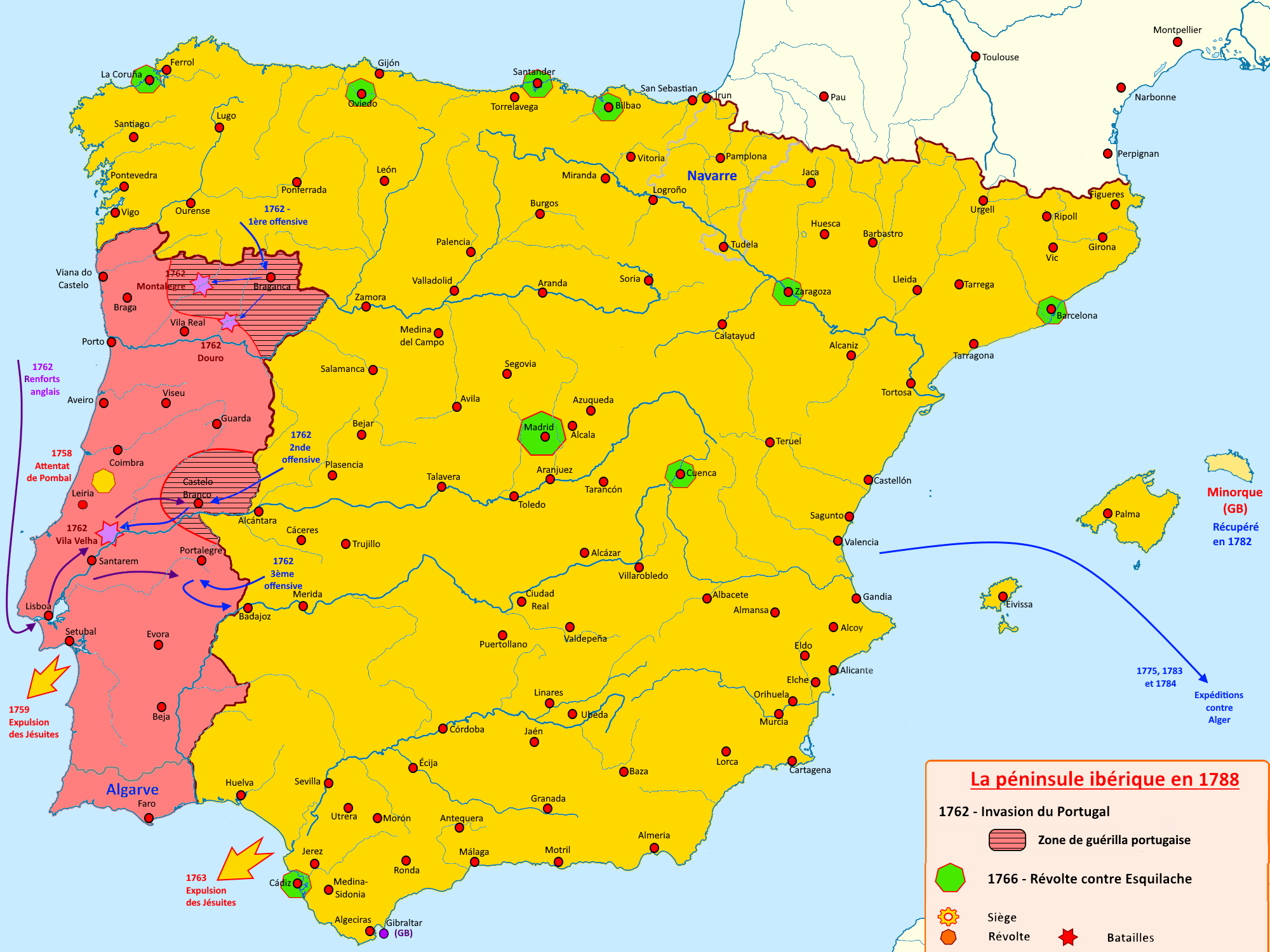
Le Portugal sous le règne de Marie.

Participant à la lutte contre la France révolutionnaire lors de la guerre du Roussillon, aux côtés de l'Espagne et de la Grande-Bretagne, un corps auxiliaire portugais part pour les Pyrénées le 18 septembre 1793.

### Guerres napoléoniennes
En 1801, le Premier ministre espagnol, Manuel de Godoy, envoie une armée envahir le Portugal avec le soutien du dirigeant français, Napoléon Bonaparte, ce qui déclenche la guerre des Oranges. Bien que l'invasion des Espagnols prenne fin par le traité de Badajoz du 6 juin 1801, le Portugal doit leur céder Olivence.
Le 29 septembre 1801, le prince-régent, Jean de Portugal, signe le traité de Madrid qui cède des territoires brésiliens en faveur de la Guyane française.
Le maintien du refus du gouvernement portugais de se joindre au blocus continental parrainé par la France contre la Grande-Bretagne conduit à l'invasion franco-espagnole du pays à la fin de 1807, menée par le général Jean-Andoche Junot. Le plan napoléonien pour le Portugal est de le diviser en trois parties. Le traité de Fontainebleau, en 1807, partage le Portugal entre la France et l’Espagne. Les parties nord du Portugal, du Douro au Minho, deviendraient le « royaume de Lusitanie du Nord », et son trône serait promis au roi Louis II d'Étrurie. La province de l'Alentejo et le royaume de l'Algarve seraient fusionnés pour former la « principauté des Algarves », dont Manuel de Godoy serait le souverain. La partie restante du Portugal aurait été directement gouvernée par la France.

### Transfert au Brésil

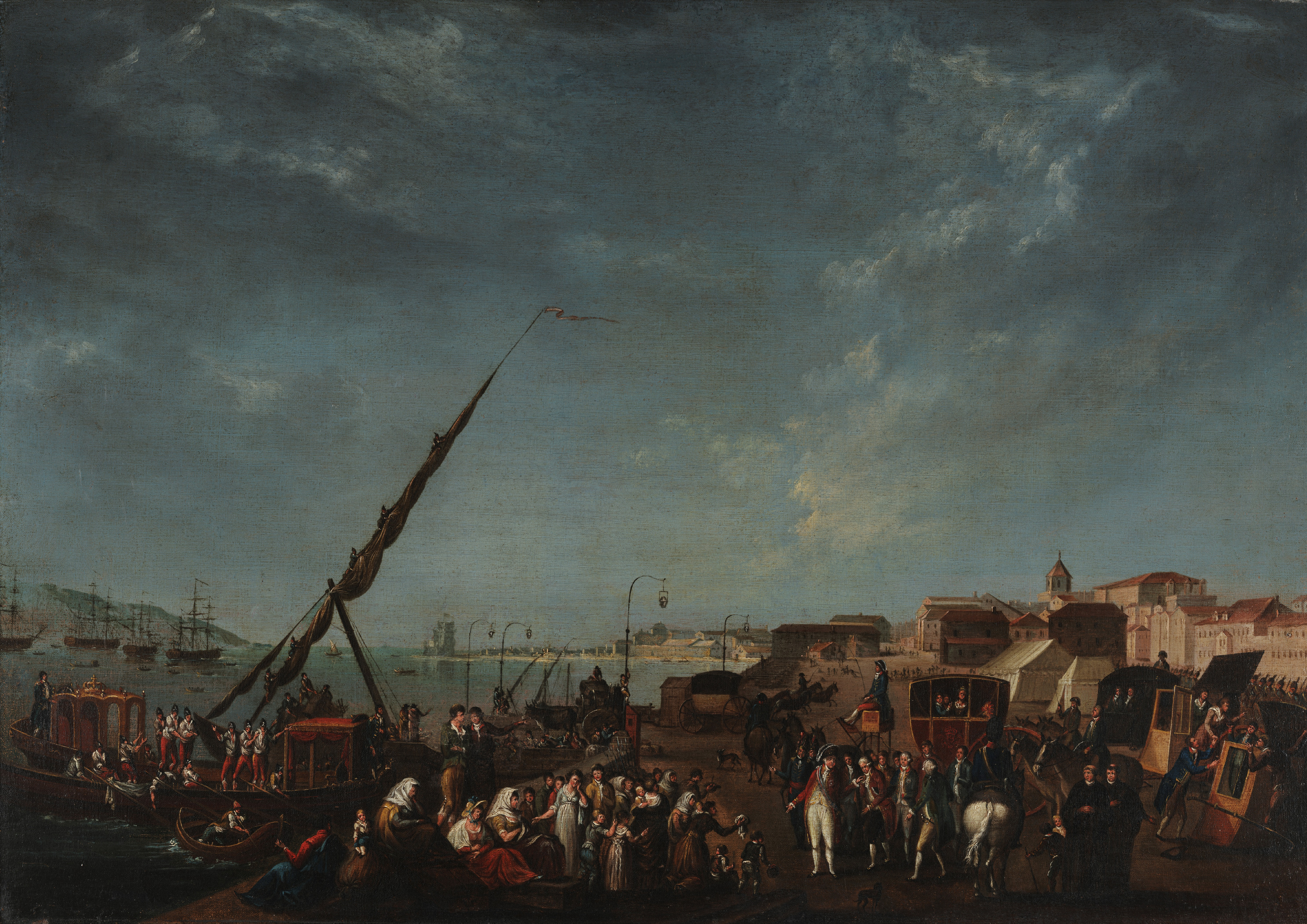
Transfert de la cour portugaise au Brésil.

À la demande du gouvernement britannique, la famille royale portugaise décide de fuir le 29 novembre 1807 pour établir un gouvernement en exil au Brésil. La reine est transportée à bord de la caraque « Príncipe Real ».
En janvier 1808, le prince-régent Jean et sa cour arrivent à Salvador da Bahia. Sous la pression de l'aristocratie locale et des Britanniques, le prince-régent signe après son arrivée un règlement commercial qui ouvre le commerce entre le Brésil et les nations amies, qui dans ce cas représentent avant tout les intérêts de la Grande-Bretagne. Cette loi rompt un important pacte colonial qui permet jusqu'alors au Brésil de maintenir des relations commerciales directes uniquement avec le Portugal.
Le 1er août 1808, le général britannique Arthur Wellesley débarque une armée britannique à Lisbonne pour mener la guerre péninsulaire. L'impact de la victoire de Wellesley sur Junot à la bataille de Vimeiro (21 août 1808) mène à la convention de Cintra (30 août 1808), qui permet aux troupes françaises vaincues d'évacuer pacifiquement le Portugal.
Wellesley retourne au Portugal le 22 avril 1809 pour reprendre la campagne. Les forces portugaises sous commandement britannique se distinguent dans la défense des lignes de Torres Vedras (1809-1810) et dans l'invasion ultérieure de l'Espagne puis de la France. En 1815, le gouvernement du prince-régent Jean élève le Brésil au rang de royaume et Marie Ire est proclamée reine du Royaume-Uni de Portugal, du Brésil et des Algarves. Lorsque Napoléon Ier est finalement vaincu en 1815, la reine et sa famille restent au Brésil.

### Mort

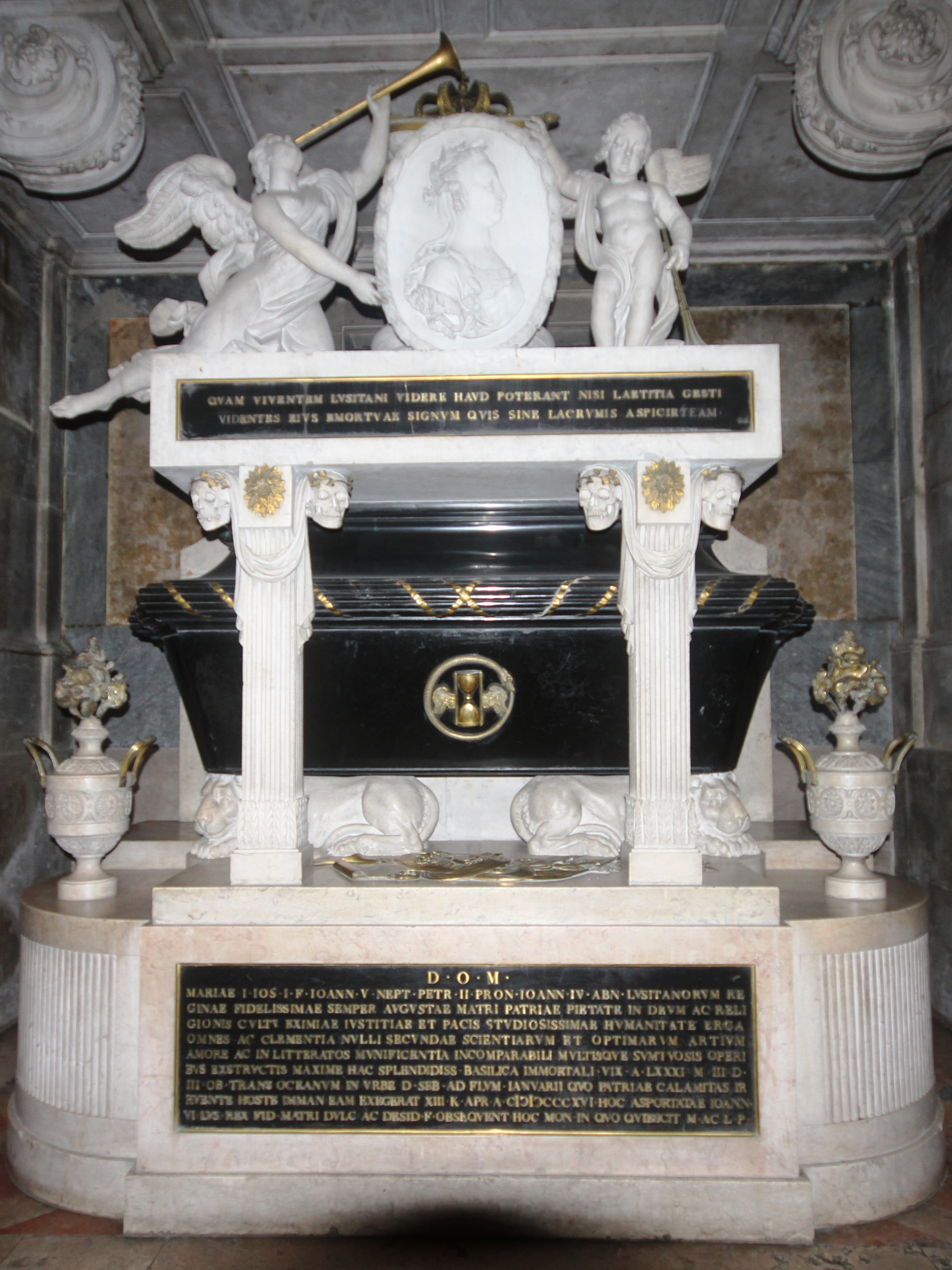
Le tombeau de la reine Marie Ire, à Lisbonne.

Marie Ire meurt en 1816, à l’âge de 81 ans. Plus tard, son corps est rapatrié au Portugal et elle est inhumée dans la basilique d'Estrela, où un tombeau monumental perpétue sa mémoire.

## Descendance
Six enfants sont issus du mariage de Marie Ire et de Pierre III :
1. Joseph de Portugal, prince du Brésil (1761-1788), il épouse en 1777 sa tante Bénédicte de Portugal (1746-1829) et demeure sans postérité.
2. Jean-François de Bragance (16 septembre 1763 - 10 octobre 1763), décédé à l'âge de trois semaines.
3. Jean VI de Portugal, roi de Portugal (1767-1826), il épouse en 1790 Charlotte-Joachime d'Espagne (1775-1830), d'où postérité.
4. Marie-Anne-Victoire de Portugal (1768-1788), elle épouse en 1785 Gabriel-Antoine de Bourbon, infant d'Espagne (1752-1788), d'où postérité.
5. Marie-Clémence de Bragance (9 juin 1774 - 27 juin 1776), décédée à l'âge de deux ans.
6. Marie-Isabelle de Bragance (12 décembre 1776 - 14 janvier 1777), décédée à l'âge d'un mois.

## Titre complet
Reine du Royaume-Uni de Portugal, du Brésil et des Algarves, de chaque côté de la mer en Afrique, duchesse de Guinée et de la conquête, de la navigation et du commerce d'Éthiopie, d'Arabie, de Perse et d'Inde par la grâce de dieu

## Culture populaire
- Dans le jeu vidéo Civilization V: Brave New World, Marie Ire peut être incarnée comme dirigeante du Portugal.

## Sources
- Portugal, collection Guides Bleus, Hachette, 2004
- Généalogie des rois et des princes de Jean-Charles Volkmann Edit. Jean-Paul Gisserot (1998)